# Łukasz Słupnik
Łukasz Słupnik (ur. 879, zm. 11 grudnia 978 w Chalcedonie) – święty prawosławny i katolicki, mnich, jeden ze świętych stylitów.

## Życiorys
Łukasz Słupnik urodził się we Frygii. I jako młody człowiek służąc w armii brał udział w walkach z Bułgarami. Uczestniczył w przegranej bitwie pod Bulgarophygonem po której oddał się ascezie (896 rok). Po siedmiu latach umartwiania przyjął święcenia kapłańskie i został kapelanem. Mając już czterdzieści pięć lat wstąpił  do zakonu w klasztorze św. Zachariasza na Górze Olimp w Bitynii. Po ośmiu latach, w 932 roku i rozpoczął samotne życie na wysokim słupie, który wybudował w swojej rodzinnej miejscowości. Po trzech latach w dniu 11 grudnia, kiedy obchodzono wspomnienie św. Daniela (409-493) wstąpił na kolumnę pod Chalcedonem; przebywał na niej 44 lata. Cieszył się powszechnym szacunkiem wiernych, miał dar czynienia cudów. Zmarł w wieku 98 lat. W niedługim czasie po jego śmierci został zredagowany jego życiorys.